# Одеська міська рада
Оде́ська міська́ ра́да — орган місцевого самоврядування Одеської міської громади, Одеського району, Одеської області. Утворена 16 червня 1870 року і до 17 липня 2020 року існувала як адміністративно-територіальна одиниця із міста обласного значення.

## Голови
| # | Портрет | Ім'я                                     | Строк                               | Характеристика |
| - | ------- | ---------------------------------------- | ----------------------------------- | --- |
|   |         |                                          |                                     | |
| 1 |         | Валентин Симоненко (нар. 1940)           | січень 1991 — 24 березня 1992       | |
| 2 |         | Леонід Чернега (нар. 1944)               | 24 березня 1992 — липень 1994       | |
| 3 |         | Едуард Гурвіц (нар. 1948)                | липень 1994 — 26 травня 1998        | У рік 200-річчя Одеси постановою міськради більшості вулиць центральної частини міста були повернуті дореволюційні історичні назви. Громадський транспорт був безкоштовним для всіх верств населення. |
| - |         | Миколай Білоблоцький (нар. 1943) (в. о.) | 26 травня 1998 — серпень 1998       | Віцепрем'єр-міністр України. Тимчасовий виконувач обов'язків міського голови. Призначено Указом Президента України Л. Кучми в період виборчої кризи в Одесі. |
| 4 |         | Руслан Боделан (нар. 1942)               | серпень 1998 — 5 квітня 2005        | |
| 5 |         | Едуард Гурвіц (нар. 1948) (Другий раз)   | 5 квітня 2005 — 6 листопада 2010    | Широко ремонтувалися дороги після зими 2009—2010 року, було куплено для міста 20 нових тролейбусів російського виробництва. |
| 6 |         | Олексій Костусєв (нар. 1954)             | 6 листопада 2010 — 4 листопада 2013 | 2010 року міською радою була прийнята «Програма збереження та розвитку російської мови» (805 тис. грн.), яка передбачає можливість документообігу російською мовою, переклад на російську мову фільмів у кінопрокаті, засобах масової інформації та сфері освіти. За час перебування на посаді в місті були встановлені пам'ятники російському полководцю Олександру Суворову, російському військовому Федору Радецькому, радянському співакові Володимиру Висоцькому і відновлений пам'ятник російському імператорові Олександру II. 31 січня 2011 року на сесії Одеської міської ради при прийнятті рішення про неприпустимість героїзації Бандери і Шухевича. 12 жовтня 2011 році було розірвано договір на оренду приміщення між власником (Одеською обласною радою) і одеським відділенням всеукраїнського товариства «Просвіта», передано обласній владі ще влітку 2010 року, за яке «Просвіта» платила місту орендну плату в 1 гривню на місяць. «Просвіта» була виселена за допомогою судових приставів. |
| - |         | Олег Бриндак (нар. 1973) (в. о.)         | 4 листопада 2013 — 27 травня 2014   | Секретар Одеської міської ради з 6 листопада 2010 року. Тимчасово в. о. міського голови з 4 листопада 2013 р. до обрання нового міського голови. |
| 7 |         | Геннадій Труханов (нар. 1965)            | 27 травня 2014 — 28 жовтня 2015     | З 2005 по 2012 депутат Одеської міської ради, а з 2012 — народний депутат України. |
| 8 |         | Геннадій Труханов (нар. 1965)            | З 28 жовтня 2015 — 25 жовтня 2020   | |
| 9 |         | Геннадій Труханов (нар. 1965)            | З 25 жовтня 2020                    | |

## Скликання

### Історія
У складі Російської імперії — Одеська міська дума.
У складі СРСР — Одеська міська Рада Робітничих, Селянських і Червоноармійських депутатів, Одеська міська Рада депутатів трудящих, Одеська міська Рада народних депутатів.
У складі незалежної України — Одеська міська Рада народних депутатів, Одеська міська рада (з 1998 року).

### Окремі депутати минулих скликань
- Добролюбський Костянтин Павлович (1939—1941, 1944—1947)
- Козлова Олена Борисівна (1947—?)
- Потапов Петро Осипович (1940[18]–?)
- Столярський Петро Соломонович (1939[19]—?)
- Філатов Володимир Петрович (депутат кількох скликань)
- Цюрупа Іван Йосипович (1948—?)

### Одеська міська Рада народних депутатів I (XXI) скликання (1990—1994)
За результатами чергових місцевих виборів 1990 року.
- Літвак Борис Давидович
- Михальов Юрій Олексійович

### Одеська міська Рада народних депутатів II (XXII[20]) скликання (1994—1998)
За результатами чергових місцевих виборів 1994 року.
- Вершинін Лев Ремович
- Літвак Борис Давидович
- Ківалов Сергій Васильович
- Куренной Володимир Костянтинович
- Лобода Петро Григорович
- Манько Валерій Олександрович[ru]
- Михальов Юрій Олексійович
- Тарпан Руслан Серафимович

### Одеська міська рада III скликання (1998—2002)

#### Склад
За результатами чергових місцевих виборів 1998 року.
- Бовбалан Сергій Іванович
- Долженков Олег Олександрович
- Кіссе Антон Іванович
- Куренной Володимир Костянтинович
- Літвак Борис Давидович
- Лобода Петро Григорович
- Лосинский Игорь Григорьевич
- Манько Валерій Олександрович[ru]
- Марков Ігор Олегович
- Мучник Олександр Геннадійович
- Орловський Олексій Сергійович
- Розов Ігор Миколайович (склав депутатський мандат)
- Селянин Георгій Всеволодович
- Тарпан Руслан Серафимович

#### Сесії
| Дата       | Номер | Вид |
| ---------- | ----- | --- |
| 29.06.1999 |       |     |
| 17.04.2001 |       |     |
| 14.01.2002 |       |     |

### Одеська міська рада IV скликання (2002—2006)

#### Склад
За результатами чергових місцевих виборів 2002 року.
- Азаров Андрій Святославович
- Аймедова Ірина Миколаївна
- Аксьонов Валерій Васильович
- Антіпова Людмила Вікторівна
- Антоненко Олег Григорович
- Ануфрієв Сергій Костянтинович
- Арутюнян Кероб Лендрушевич
- Балан Віктор Федорович
- Балан Микола Миколайович
- Балух Денис Валерійович
- Бараболя Вітослав Григорович
- Бєлоус Віталій Григорович
- Боделан Володимир Русланович
- Боровський Микола Дмитрович
- Брилько Євген Миколайович
- Брояк Володимир Владиславович
- Воронін Валерій Валентинович
- Гайдучик Віктор Сергійович
- Гапуніч Валентин Вікторович
- Головатюк-Юзефпольська Ірина Ліонеліївна
- Голубенко Лідія Миколаївна
- Голубенко Максим Юрійович
- Горєлов Валерій Борисович
- Горохов Сергій Михайлович
- Делієв Георгій Вікторович
- Дехтяренко Костянтин Олександрович
- Доброжан Віктор Анатолійович
- Дубовенко Валентин Євгенович
- Дубчак Борис Борисович
- Жосул Ігор Авраамович
- Закалінський Володимир Євгенович
- 3атік Євген Мойсейович
- Ієремія Василь Володимирович
- Іоргачов Дмитро Васильович
- Кауфман Борис Рафаїлович
- Кисловський Андрій В'ячеславович
- Ківалова Тетяна Сергіївна
- Кіктенко Олег Михайлович
- Кіндюк Борис Володимирович
- Кірєєв Володимир Анатолійович
- Кіров Володимир Ігорович
- Кобилянська Світлана Мефодіївна
- Компанієць Володимир Петрович
- Коробчинський Олександр Леонідович
- Косов Василь Іванович
- Косьмін Олексій Миколайович
- Кравець Олександр Семенович
- Красильников Микола Михайлович
- Крикливий Микола Федорович
- Крук Юрій Юрійович
- Літвак Борис Давидович
- Ліпеєв Анатолій Миколайович
- Лучков Анатолій Іванович
- Мазуренко Валентин Іванович
- Макул Леонід Якович
- Манько Валерій Олександрович[ru]
- Марков Ігор Олегович
- Маркова Віра Макарівна
- Матвєєв Олександр Вікторович
- Мельник Віктор Володимирович
- Мельник Світлана Василівна
- Мироненко Сергій Володимирович
- Мінченко Раїса Миколаївна
- Мішаглі Дмитро Васильович
- Муравіна Ірина Тимофіївна
- Нечитайло Віктор Микитович
- Орловський Олексій Сергійович
- Осадчий Володимир Степанович
- Пеструєв Микола Олександрович
- Прєснов Юрій Олександрович
- Прокопенко Олександр Адольфович
- Радковський Олег Володимирович
- Романенко Микола Володимирович
- Рондін Володимир Гаррієвич
- Русінєк Володимир Вікторович
- Садкова Римма Іванівна
- Салієнко Сергій Вадимович
- Селянін Георгій Всеволодович
- Сєбова Людмила Гаврилівна
- Соколов Володимир Олексійович
- Соломаха Григорій Миколайович
- Співак Дмитро Павлович
- Станкевич Віталій Борисович
- Стогній Артем Аркадійович
- Страшний Анатолій Андрійович
- Страшний Сергій Анатолійович
- Стреля Іван Микитович
- Танцюра Дмитро Миколайович
- Тарпан Руслан Серафимович
- Тельвак Микола Миколайович
- Тищенко Ілля Степанович
- Труханов Геннадій Леонідович
- Фаєр Григорій Шикович
- Форостянов Георгій Володимирович
- Хачатрян Месроп Жоржикович
- Хлицов Петро Володимирович
- Шаталов Ігор Валентинович
- Шумахер Юрій Борисович
- Ястремський Іван Семенович

#### Сесії
| Дата       | Номер | Вид |
| ---------- | ----- | --- |
| 26.07.2002 |       |     |
| 17.12.2002 |       |     |
| 26.03.2003 |       |     |
| 11.07.2003 |       |     |
| 10.09.2003 |       |     |
| 26.09.2003 |       |     |
| 18.11.2003 |       |     |
| 04.02.2004 |       |     |
| 20.04.2004 |       |     |
| 15.06.2004 |       |     |
| 16.11.2004 |       |     |
| 28.12.2004 |       |     |
| 15.07.2005 |       |     |
| 29.09.2005 |       |     |
| 09.11.2005 |       |     |
| 23.12.2005 |       |     |
| 09.01.2006 |       |     |
| 06.03.2006 |       |     |

### Одеська міська рада V скликання (2006—2010)

#### Склад
За результатами чергових місцевих виборів 2006 року:
- Алексеева Людмила Григорьевна
- Альтман Семен Иосифович
- Ануфриев Сергей Константинович
- Багрий-Шахматова Марина Леонидовна
- Белоус Виталий Григорьевич
- Блошенко Сонья Васильевна
- Болдин Максим Яковлевич
- Бондарь Алла Васильевна
- Бриль Лариса Ивановна
- Вишневская Ирина Николаевна
- Георгиенко Наталья Анатольевна
- Гешелин Сергей Александрович
- Головатюк-Юзефпольська Ірина Ліонеліївна
- Голубенко Лидия Николаевна
- Гончаренко Олексій Олексійович
- Гончарук Оксана Витальевна
- Громова Алиса Григорьевна
- Данилко (Козырь) Наталья Ивановна
- Дорофеев Виталий Степанович
- Дубовенко Валентин Євгенович
- Дябло Сергей Владиславович
- Єремиця Олексій Миколайович
- Ершов Сергей Николаевич
- Заводовский Александр Геннадиевич
- Заграничный Юрий Александрович
- Задорожный Василий Георгиевич
- Заичко Сергей Иванович
- Запорожан Валерій Миколайович
- Иванова Татьяна Вячеславовна
- Ієремія Василь Володимирович
- Капелюшный Леонид Владимирович
- Кауфман Максим Рафаилович
- Ківалова Тетяна Сергіївна
- Киреев Владимир Анатольевич
- Козачишина Валентина Николаевна
- Коржнева Мария Кимовна
- Корнисюк  Руслан Викторович
- Коробчинський Олександр Леонідович
- Косьмин Алексей Николаевич
- Кравец Александр Семенович
- Крикливый Николай Федорович
- Крук Вячеслав Юлійович
- Крыжановский Александр Сергеевич
- Літвак Борис Давидович
- Луняченко Александр Васильевич
- Луценко Александр Геннадиевич
- Любов Андрей Иванович
- Мазарак Владимир Петрович
- Мазуренко Валентин Иванович
- Макаров Андрей Валерьевич
- Мальнев Евгений Павлович
- Матвеев Александр Викторович
- Матковский Валерий Дмитриевич
- Мельник  Виктор Владимирович
- Мороховский Вадим Викторович
- Музалев Алексей Викторович
- Муравина Ирина Тимофеевна
- Ойберман Александр Юрьевич
- Омельчук Евгений Владимирович
- Орлов Александр Витальевич
- Параскевич Юрий Владиславович
- Пеколок Борис Евгеньевич
- Поздняков Иван Васильевич
- Постовитенко Анатолий Антонович
- Преснов Юрий Александрович
- Прокопенко Олександр Адольфович
- Прузовский Артур Геннадиевич
- Рафаевич Михаил Зиновьевич
- Ровинский Александр Юрьевич
- Романадзе Луіза Джумберовна
- Рондин Владимир Гарриевич
- Рубля Николай Васильевич
- Русинек Владимир Викторович
- Санин Виктор Алексеевич
- Селянін Георгій Всеволодович
- Сенина Светлана Никифоровна
- Серебреник Павел Владиславович
- Сероус Надежда Михайловна
- Сидорова Ольга Николаевна
- Смоляр Эдуард Леонидович
- Соколов Андрей Игоревич
- Соколова Валентина Константиновна
- Стас Иван Ильич
- Страшный Сергей Анатольевич
- Сушков Владимир Михайлович
- Сущенко Леонід Леонідович
- Тарабрин Олег Александрович
- Тарпан Руслан Серафимович
- Терновский Андрей Юрьевич
- Ткач Владимир Иванович
- Ткаченко Людмила Михайловна
- Трипульский Григорий Яковлевич
- Труханов Геннадій Леонідович
- Тулякова  Марина Анатольевна
- Урсулян Игорь Павлович
- Фабрикант Світлана Самуілівна
- Филипчук Владимир Станиславович
- Фоломеев Олег Александрович
- Форостянов Георгий Владимирович
- Хлыцов Петр Владимирович
- Чайчук Наталья Александровна
- Череп Александр Николаевич
- Черненко Сергей Александрович
- Чернов Валентин Валентинович
- Шаламай Кирилл Иванович
- Шевчик Надежда Викторовна (игуменья Серафима)
- Шимон Леонид Геннадиевич
- Шишовский Андрей Алексеевич
- Шмушкович Михайло Володимирович
- Шнайдер Станислав Аркадьевич
- Шпилевой Константин Олегович
- Шпирт Юрий Александрович
- Штогрин Иван Дмитриевич
- Шумахер Юрий Борисович
- Щеглов  Эдуард Валерьевич
- Якименко Елена Александровна
- Яременко Вадим Станиславович
- Ястремский Александр Иванович

#### Сесії
| Дата       | Номер | Вид     | Засідання |
| ---------- | ----- | ------- | --------- |
| 05.04.2006 | I     | чергова | 1         |
| 25.04.2006 | I     | чергова | 2         |
| 25.04.2006 |       |         |           |
| 17.05.2006 |       |         |           |
| 27.06.2006 |       |         |           |
| 29.09.2006 |       |         |           |
| 30.11.2006 |       |         |           |
| 12.01.2007 |       |         |           |
| 26.01.2007 |       |         |           |
| 05.04.2007 |       |         |           |
| 17.05.2007 |       |         |           |
| 04.07.2007 |       |         |           |
| 05.10.2007 |       |         |           |
| 21.12.2007 |       |         |           |
| 22.01.2008 |       |         |           |
| 29.02.2008 |       |         |           |
| 05.04.2008 |       |         |           |
| 16.04.2008 |       |         |           |
| 10.07.2008 |       |         |           |
| 09.10.2008 |       |         |           |
| 25.12.2008 |       |         |           |
| 20.01.2009 |       |         |           |
| 05.04.2009 |       |         |           |
| 09.04.2009 |       |         |           |
| 07.07.2009 |       |         |           |
| 07.10.2009 |       |         |           |
| 22.01.2010 |       |         |           |
| 05.04.2010 |       |         |           |
| 14.04.2010 |       |         |           |
| 14.05.2010 |       |         |           |
| 13.07.2010 |       |         |           |

### Одеська міська рада VI скликання (2010—2015)

#### Склад
- Кількість депутатських мандатів у раді: 120

За результатами чергових місцевих виборів 2010 року.
- Александрочкін Олександр Юрійович
- Ананьєв Олександр Миколайович
- Багрій-Шахматова Марина Леонідівна
- Балінов Анатолій Конкович
- Балух Денис Валерійович
- Барабаш Василь Іванович
- Бєланов Ігор Іванович
- Білоус Віталій Григорійович
- Біляєв Дмитро Олександрович
- Бовбалан Сергій Іванович
- Боделан Володимир Русланович
- Бороган Віктор Панасович
- Бочорішвілі Георгій Давидович
- Бриндак Олег Борисович
- Варавва Людмила Анатоліївна
- Варчук Сергій Георгійович
- Васильєв Олександр Олександрович
- Васьков Юрій Юрійович
- Вугельман Павло Володимирович
- Гапуніч Валентин Вікторович
- Георгієв Олександр Семенович
- Головатюк-Юзефпольська Ірина Ліонеліївна
- Гофман Євген Петрович
- Гоцуляк Олег Анатолійович
- Губанков Андрій Юрійович
- Гурвіц Едуард Йосипович
- Дімітрієв Ігор В'ячеславович
- Дорофеєв Віталій Степанович
- Дроган Оксана Степанівна
- Дудник Олег Олександрович
- Етнарович Олег Володимирович
- Єлісєєв Олег Васильович
- Єремєєнко Марія Олегівна
- Єремиця Олексій Миколайович
- Єсенович Ірина Ігорівна
- Жданов Андрій Павлович
- Заводовський Олександр Геннадійович
- Звягін Олег Сергійович
- Іваницький Олександр Валеріанович
- Ієремія Василь Володимирович
- Іщенко Олександр Валерійович
- Казарновський Олександр Львович
- Камінкер Олег Ісайович
- Кваснюк Григорій Віталійович[ru]
- Кисиль Олександр Миколайович
- Ківалова Тетяна Сергіївна
- Кіктенко Олег Михайлович
- Кірєєв Володимир Анатолійович
- Кісловський Андрій В'ячеславович
- Клюєва Марина Анатоліївна
- Коган Герман Наумович
- Корольов Марат Валентинович
- Косован Віктор Миколайович
- Косьмін Олексій Миколайович
- Кот Дмитро Геннадійович
- Кривенко Юрій Олександрович
- Крижановський Олександр Сергійович
- Крикливий Микола Федорович
- Крук Вячеслав Юлійович
- Крук Юрій Юрійович
- Курлянд Катерина Олександрівна
- Кутателадзе Олег Джумберович
- Кушнір Сергій Олександрович
- Леонов Ігор Борисович
- Леонов Олексій Володимирович
- Луняченко Олександр Васильович
- Майборода Олег Олександрович
- Макаров Сергій Іванович
- Марков Ігор Олегович
- Марков Олег Олегович
- Матвєєв Олександр Вікторович
- Матвійчук Едуард Леонідович
- Мірошниченко Олександр Вікторович
- Мозолєв Ілля Васильович
- Морозова Ірина Володимирівна
- Наполова Людмила Олексіївна
- Наумчак Віктор Анатолійович
- Неугодніков Андрій Олександрович
- Нікогосян Левон Рубенович
- Оборський Геннадій Олександрович
- Одинець Володимир Ілліч
- Омельчук Євген Володимирович
- Осауленко Світлана Вікторівна
- Остапенко Олександр Анатолійович
- Парадовський Олександр Вікторович
- Параскевич Юрій Владиславович
- Пеструєв Дмитро Миколайович
- Пеструєв Микола Олександрович
- Підгородинський Вадим Миколайович
- Поліщук Василь Улянович
- Попович Ігор Георгійович
- Преснов Юрій Олександрович
- Пушкар Віталій Олексійович
- Рагулін Анатолій Володимирович
- Ржепишевський Костянтин Іванович
- Рондін Володимир Гаррійович
- Самхарадзе Леван Михайлович
- Сафін Ігор Вікторович
- Селянін Георгій Всеволодович
- Серебреник Павло Владиславович
- Скобленко Валентин Анатолійович
- Скомороха Роман Миколайович
- Совік Олег Михайлович
- Соколовська Олена Рабигівна
- Сорокіна Тетяна Борисівна
- Співак Дмитро Павлович
- Стогул Галина Тимофіївна
- Страшний Сергій Анатолійович
- Сушков Володимир Михайлович
- Танцюра Дмитро Миколайович
- Терновський Андрій Юрійович
- Труханов Геннадій Леонідович
- Фабрикант Світлана Самуілівна
- Чекіта Геннадій Леонідович
- Череп Олександр Миколайович
- Чернов Михайло Георгійович
- Шаламай Кирило Іванович
- Шевчик Надія Вікторівна
- Шеремет Олександр Геннадійович
- Шестаков Юрій Анатолійович
- Шишовський Андрій Олексійович
- Шумахер Юрій Борисович
- Щербаков Вячеслав Олегович
- Яковлев Станіслав Володимирович
- Янченко Сергій Володимирович

#### Сесії
| Дата       | Номер  | Вид         |
| ---------- | ------ | ----------- |
| 06.11.2010 | I      |             |
| 06.12.2010 |        |             |
| 28.12.2010 |        |             |
| 04.01.2011 |        |             |
| 31.01.2011 |        |             |
| 28.02.2011 |        |             |
| 08.04.2011 |        |             |
| 29.04.2011 |        |             |
| 08.07.2011 |        |             |
| 25.08.2011 |        |             |
| 07.09.2011 |        |             |
| 20.09.2011 |        |             |
| 19.10.2011 |        |             |
| 22.11.2011 |        |             |
| 23.12.2011 |        |             |
| 07.02.2012 | —      | позачергова |
| 28.02.2012 |        |             |
| 15.03.2012 |        |             |
| 19.04.2012 |        |             |
| 05.07.2012 | —      | позачергова |
| 24.07.2012 | XV     |             |
| 13.08.2012 |        |             |
| 21.12.2012 |        |             |
| 19.02.2013 |        |             |
| 16.04.2013 |        |             |
| 14.06.2013 |        |             |
| 18.06.2013 |        |             |
| 18.07.2013 | XX     |             |
| 09.10.2013 | XXI    |             |
| 02.12.2013 | —      | позачергова |
| 17.12.2013 | XXII   | чергова     |
| 24.01.2014 |        |             |
| 13.02.2014 | XXIII  | чергова     |
| 27.05.2014 | —      | позачергова |
| 25.06.2014 | XXIV   |             |
| 27.08.2014 | XXV    |             |
| 29.10.2014 | XXVI   |             |
| 24.12.2014 | XXVII  |             |
| 21.01.2015 | —      | позачергова |
| 25.02.2015 | XXVIII |             |
| 25.03.2015 | —      | позачергова |
| 16.04.2015 | XXIX   |             |
| 10.06.2015 | XXX    |             |
| 28.07.2015 | —      | позачергова |
| 10.09.2015 | XXXI   |             |

### Одеська міська рада VII скликання (2015—2020)

#### Склад
- Кількість депутатських мандатів у раді: 64

За результатами чергових місцевих виборів 2015 року:
| Суб'єкт висування                                 | Кількість обраних депутатів | %     |
| ------------------------------------------------- | --------------------------- | ----- |
| Політична партія «Довіряй ділам»                  | 27                          | 42,19 |
| Блок Петра Порошенка «Солідарність»               | 12                          | 21,88 |
| [[Опозиційний блок (партія)\|«Опозиційний блок»]] | 12                          | 18,75 |
| «Українська морська партія Сергія Ківалова»       | 6                           | 9,38  |
| Об'єднання «Самопоміч»                            | 5                           | 7,81  |
| позафракційні                                     | 2                           |       |

- Александрочкін Олександр Юрійович
- Аміци Олександр Сергійович
- Балух Денис Валерійович
- Беженар Вячеслав Миколайович
- Бриндак Олег Борисович
- Варавва Людмила Анатоліївна
- Варещенко Володимир Ігорович
- Вишняков Дмитро Олександрович
- Гапуніч Валентин Вікторович
- Гіганов Богдан Вікторович
- Голдаков Сергій Володимирович
- Гончарук Оксана Віталіївна
- Горін Олексій Едуардович
- Григор'єв Денис Станіславович
- Данилко Наталія Іванівна
- Етнарович Олег Володимирович
- Єремиця Олексій Миколайович
- Захаров Олександр Валентинович
- Звягін Олег Сергійович
- Іваницький Олександр Валеріанович
- Ієремія Василь Володимирович
- Іонов Петро Петрович
- Іоргачов Вадим Дмитрович
- Камінкер Олег Ісайович
- Квасніцька Ольга Олексіївна
- Кірєєв Володимир Анатолійович
- Кісловський Андрій Вячеславович
- Кісловський Олексій Вячеславович
- Коваль Денис Олександрович
- Корнієнко Володимир Олександрович
- Крикливий Микола Федорович
- Крук Юрій Юрійович
- Кулакевич Ольга Анатоліївна
- Куценко Ірина Ігорівна
- Леонідова Лілія Василівна
- Лозовенко Марина Костянтинівна
- Малихіна Тетяна Ігорівна
- Матвєєв Олександр Вікторович
- Мозолєв Ілля Васильович
- Наконечна Антоніна Леонідівна
- Наумчак Віктор Анатолійович
- Неугодніков Андрій Олександрович
- Нікогосян Левон Рубенович
- Новак Віктор Анатолійович
- Орлов Олександр Віталійович
- Осауленко Світлана Вікторівна
- Палпатін Дмитро Вікторович
- Пеструєв Дмитро Миколайович
- Підгородинський Вадим Миколайович
- Плаксій Тетяна Василівна
- Позднякова Ганна Іванівна
- Потапський Олексій Юрійович
- Рогачко Лілія Олександрівна
- Себова Людмила Гаврилівна
- Совік Олег Михайлович
- Стась Едуард Павлович
- Страшний Сергій Анатолійович
- Танцюра Дмитро Миколайович
- Терещук Вадим Сергійович
- Терновський Андрій Юрійович
- Фокіна Олена Олегівна
- Шеремет Олександр Геннадійович
- Шкрябай Василь Вячеславович
- Шумахер Юрій Борисович

#### Сесії
| Дата       | Номер   | Вид         | Засідання |
| ---------- | ------- | ----------- | --------- |
| 28.10.2015 | I       |             | [ 30 ]    |
| 11.11.2015 | II      | позачергова |           |
| 16.12.2015 | III     |             |           |
| 03.02.2016 | IV      |             |           |
| 16.03.2016 | V       |             |           |
| 27.04.2016 | VI      |             |           |
| 29.06.2016 | VII     | позачергова |           |
| 30.06.2016 | VIII    |             |           |
| 20.07.2016 | IX      | позачергова |           |
| 21.09.2016 | X       |             |           |
| 19.10.2016 | XI      | позачергова |           |
| 07.12.2016 | XII     |             |           |
| 08.02.2017 | XIII    |             |           |
| 15.03.2017 | XIV     |             |           |
| 26.04.2017 | XV      |             |           |
| 14.06.2017 | XVI     |             |           |
| 26.07.2017 | XVII    |             |           |
| 08.08.2017 | XVIII   |             |           |
| 20.09.2017 | XIX     |             | 1         |
| 04.10.2017 | XIX     |             | 2         |
| 01.11.2017 | XX      | позачергова |           |
| 08.11.2017 | XXI     |             |           |
| 04.12.2017 | XXII    |             |           |
| 16.02.2018 | XXIII   |             |           |
| 21.03.2018 | XXIV    |             |           |
| 25.04.2018 | XXV     |             |           |
| 06.06.2018 | XXVI    |             |           |
| 18.07.2018 | XXVII   |             |           |
| 19.09.2018 | XXVIII  |             |           |
| 31.10.2018 | XXIX    |             |           |
| 12.12.2018 | XXX     |             |           |
| 30.01.2019 | XXXI    |             |           |
| 20.03.2019 | XXXII   |             |           |
| 24.04.2019 | XXXIII  |             |           |
| 17.05.2019 | XXXIV   | позачергова |           |
| 12.06.2019 | XXXV    |             |           |
| 31.07.2019 | XXXVI   |             |           |
| 18.09.2019 | XXXVII  |             |           |
| 30.10.2019 | XXXVIII |             |           |
| 11.12.2019 | XXXIX   |             |           |
| 06.02.2020 | XL      |             |           |
| 18.03.2020 | XLI     |             |           |
| 29.04.2020 | XLII    |             |           |
| 10.06.2020 | XLIII   |             |           |
| 22.07.2020 | XLIV    |             |           |
| 16.09.2020 | XLV     |             |           |

### Одеська міська рада VIII скликання (2020—2025)

#### Склад
- Голова ради: Труханов Геннадій Леонідович[31][32]
- Секретар ради: Коваль Ігор Миколайович[33]
- Кількість депутатських мандатів у раді: 64

За результатами чергових місцевих виборів 2020 року:
| Депутат                                  | Фракція                                                                                            | Статус у фракції                  | Депутатська група                                                                                            | Комісія | Статус у комісії                                                                                           | Округ | Примітки |
| ---------------------------------------- | -------------------------------------------------------------------------------------------------- | --------------------------------- | --- | --- | --- | ----- | --- |
| Авдєєв Микита Валерійович                | • Депутатська фракція політичної партії «Опозиційна платформа — За життя» • Позафракційні депутати |                                   | Депутатська група «Українська мрія»                                                                          | • Не є членами комісій (2 грудня 2020 року — 3 лютого 2021 року) • Постійна комісія з питань охорони здоров'я (з 3 лютого 2021 року) | • Не є членами комісій (2 грудня 2020 року — 3 лютого 2021 року) • член комісії (з 3 лютого 2021 року)     | 4     | Вийшов з депутатської фракції політичної партії «Опозиційна платформа — За життя»                                |
| Авдєєв Олександр Робертович              | • Депутатська фракція політичної партії «Опозиційна платформа — За життя» • Позафракційні депутати |                                   | Депутатська група «Українська мрія», голова групи                                                            | • Не є членами комісій (2 грудня 2020 року — 3 лютого 2021 року) • Постійна комісія з питань житлово-комунального господарства (з 3 лютого 2021 року) | • Не є членами комісій (2 грудня 2020 року — 3 лютого 2021 року) • член комісії (з 3 лютого 2021 року)     | 7     | Вийшов з депутатської фракції політичної партії «Опозиційна платформа — За життя»                                |
| Антонішак Оксана Степанівна              | Депутатська фракція політичної партії «Довіряй ділам»                                              | член фракції                      | Депутатська група «Рівні можливості», Депутатська група «Жінки. Мир. Безпека»                                | • Постійна комісія з питань регламенту, депутатської етики, реалізації державної регуляторної політики та запобігання корупції (2 грудня 2020 року — 3 травня 2023 року) • Постійна комісія з питань культури, туризму і міжнародних відносин (з 3 травня 2023 року)                                                                           | член комісії                                                                                               | 6     | |
| Арутюнян Тігран Рубікович                | Депутатська фракція політичної партії «Слуга народу»                                               | член фракції                      | | | |       | [ 39 ] [ 40 ] |
| Асауленко Олексій Володимирович          | Депутатська фракція політичної партії «Слуга народу»                                               | член фракції                      | Депутатська група «Комунальні ресурси», співголова групи                                                     | Постійна комісія з питань житлово-комунального господарства | член комісії                                                                                               | 1     | |
| Байдерін Олександр Анатолійович          | • Депутатська фракція політичної партії «Опозиційна платформа — За життя» • Позафракційні депутати |                                   | Депутатська група «Українська мрія»                                                                          | • Постійна комісія з питань екології, запобігання надзвичайним ситуаціям та ліквідації їх наслідків, зв'язку та інформаційних технологій (17 березня 2021 року — 8 грудня 2021 року) • Постійна комісія з питань просторового розвитку, землеустрою та регулювання земельних правовідносин (з 8 грудня 2021 року)                              | член комісії                                                                                               | 7     | Вийшов з депутатської фракції політичної партії «Опозиційна платформа — За життя»                                |
| Баранський Віктор Сергійович             | • Депутатська фракція політичної партії «Опозиційна платформа — За життя» • Позафракційні депутати |                                   | Депутатська група «За життя і мир»                                                                           | Не є членами комісій | Не є членами комісій                                                                                       | 1     | Вийшов з депутатської фракції політичної партії «Опозиційна платформа — За життя»                                |
| Батраков Ігор Валентинович               | • Депутатська фракція політичної партії «Опозиційна платформа — За життя» • Позафракційні депутати |                                   | Депутатська група «За життя і мир»                                                                           | Постійна комісія з питань екології, запобігання надзвичайним ситуаціям та ліквідації їх наслідків, зв'язку та інформаційних технологій | член комісії                                                                                               | 1     | Вийшов з депутатської фракції політичної партії «Опозиційна платформа — За життя»                                |
| Бойко Марина Валентинівна                | Депутатська фракція політичної партії «Європейська солідарність»                                   | член фракції                      | | | | 1     | [ 43 ] [ 44 ] |
| Большедворова Анастасія Олександрівна    | Депутатська фракція політичної партії «Європейська солідарність»                                   | член фракції                      | Депутатська група «Жінки. Мир. Безпека»                                                                      | Постійна комісія з питань планування забудови територій, міського дизайну, архітектури та охорони культурної спадщини | член комісії                                                                                               | 1     | |
| Бриндак Олег Борисович                   | Депутатська фракція політичної партії «Довіряй ділам»                                              | голова фракції                    | | • Постійна комісія з питань планування, бюджету і фінансів (2 грудня 2020 року — 3 лютого 2021 року) • Постійна комісія з питань землеустрою та земельних правовідносин (3 лютого 2021 року — 8 грудня 2021 року) • Постійна комісія з питань просторового розвитку, землеустрою та регулювання земельних правовідносин (з 8 грудня 2021 року) | член комісії                                                                                               | 2     | |
| Вагапов Андрій Володимирович             | Депутатська фракція політичної партії «Європейська солідарність»                                   | член фракції                      | | Постійна комісія з питань охорони здоров'я | член комісії                                                                                               | 7     | |
| Варавва Людмила Анатоліївна              | Депутатська фракція політичної партії «Довіряй ділам»                                              | член фракції                      | Депутатська група «Жінки. Мир. Безпека»                                                                      | • Постійна комісія з питань культури, туризму і міжнародних відносин (2 грудня 2020 року — 3 лютого 2021 року) • Постійна комісія з питань комунальної власності, економічної, інвестиційної політики та підприємництва (з 3 лютого 2021 року)                                                                                                 | член комісії                                                                                               | 7     | |
| Вододюк Олена Сергіївна                  | • Депутатська фракція політичної партії «Опозиційна платформа — За життя» • Позафракційні депутати |                                   | Депутатська група «Рівні можливості», Депутатська група «Жінки. Мир. Безпека»                                | Постійна комісія з питань освіти, спорту та взаємодії з громадськими організаціями | член комісії                                                                                               | 4     | Вийшла з депутатської фракції політичної партії «Опозиційна платформа — За життя»                                |
| Гіганов Богдан Вікторович                | Депутатська фракція політичної партії «Опозиційна платформа — За життя»                            | голова фракції                    | | Постійна комісія з питань екології, запобігання надзвичайним ситуаціям та ліквідації їх наслідків, зв'язку та інформаційних технологій | голова комісії                                                                                             | 4     | |
| Головатюк-Юзефпольська Ірина Ліонеліївна | Депутатська фракція політичної партії «Довіряй ділам»                                              | член фракції                      | Депутатська група «Жінки. Мир. Безпека»                                                                      | • Не є членами комісій (2 грудня 2020 року — 3 лютого 2021 року) • Постійна комісія з питань культури, туризму і міжнародних відносин (з 3 лютого 2021 року) | • Не є членами комісій (2 грудня 2020 року — 3 лютого 2021 року) • член комісії (з 3 лютого 2021 року)     | 8     | Замість Проценка Ігоря Олексійовича.                                                                             |
| Данилюк Сергій Леонтійович               | Депутатська фракція політичної партії «Слуга народу»                                               | член фракції                      | Депутатська група «Комунальні ресурси»                                                                       | • Постійна комісія з питань землеустрою та земельних правовідносин (2 грудня 2020 року — 8 грудня 2021 року) • Постійна комісія з питань просторового розвитку, землеустрою та регулювання земельних правовідносин (з 8 грудня 2021 року) | • секретар комісії (2 грудня 2020 року — 8 грудня 2021 року) • член комісії (з 8 грудня 2021 року)         | 3     | |
| Демченко Іван Анатолійович               | • Депутатська фракція політичної партії «Опозиційна платформа — За життя» • Позафракційні депутати |                                   | Депутатська група «За життя і мир»                                                                           | Не є членами комісій | Не є членами комісій                                                                                       | 5     | Замість Кучука Михайла Ілліча. Вийшов з депутатської фракції політичної партії «Опозиційна платформа — За життя» |
| Едельман Олександр Володимирович         | • Депутатська фракція політичної партії «Опозиційна платформа — За життя» • Позафракційні депутати |                                   | Депутатська група «За життя і мир»                                                                           | • Не є членами комісій (2 грудня 2020 року — 3 лютого 2021 року) • Постійна комісія з питань житлово-комунального господарства (3 лютого 2021 року — 21 лютого 2024 року) • Постійна комісія з питань культури, туризму і міжнародних відносин (з 21 лютого 2024 року)                                                                         | • Не є членами комісій (2 грудня 2020 року — 3 лютого 2021 року) • член комісії (з 3 лютого 2021 року)     | 2     | Вийшов з депутатської фракції політичної партії «Опозиційна платформа — За життя»                                |
| Етнарович Олег Володимирович             | Депутатська фракція політичної партії «Довіряй ділам»                                              | заступник голови фракції          | | Постійна комісія з питань освіти, спорту та взаємодії з громадськими організаціями | голова комісії                                                                                             | 4     | |
| Єремиця Олексій Миколайович              | • Депутатська фракція політичної партії «Опозиційна платформа — За життя» • Позафракційні депутати |                                   | Депутатська група «За життя і мир»                                                                           | • Не є членами комісій (2 грудня 2020 року — 21 лютого 2024 року) • Постійна комісія з питань охорони здоров'я (з 21 лютого 2024 року) | • Не є членами комісій (2 грудня 2020 року — 21 лютого 2024 року) • голова комісії (з 21 лютого 2024 року) | 2     | Вийшов з депутатської фракції політичної партії «Опозиційна платформа — За життя»                                |
| Жукова Наталія Олександрівна             | Депутатська фракція політичної партії «Слуга народу»                                               | член фракції                      | Депутатська група «Рівні можливості», секретар групи; Депутатська група «Жінки. Мир. Безпека»                | Постійна комісія з питань освіти, спорту та взаємодії з громадськими організаціями | член комісії                                                                                               | 6     | |
| Звягін Олег Сергійович                   | Депутатська фракція політичної партії «Європейська солідарність»                                   | член фракції                      | Депутатська група «Комунальні ресурси»                                                                       | Постійна комісія з питань планування, бюджету і фінансів | член комісії                                                                                               | 3     | |
| Зефнер Олена Юріївна                     | Депутатська фракція політичної партії «Партія Шарія»                                               | секретар фракції                  | Депутатська група «Жінки. Мир. Безпека»                                                                      | • Не є членами комісій (2 грудня 2020 року — 17 березня 2021 року) • Постійна комісія з питань освіти, спорту та взаємодії з громадськими організаціями з 17 березня 2021 року) | • Не є членами комісій (2 грудня 2020 року — 17 березня 2021 року) • член комісії (з 17 березня 2021 року) | 7     | |
| Іваницький Олександр Валеріанович        | Депутатська фракція політичної партії «Довіряй ділам»                                              | член фракції                      | | Постійна комісія з питань житлово-комунального господарства | голова комісії                                                                                             | 4     | |
| Іванов Володимир Олегович                | Депутатська фракція політичної партії «Партія Шарія»                                               | член фракції                      | | Не є членами комісій | Не є членами комісій                                                                                       | 5     | Повноваження припинено.                                                                                          |
| Ієремія Василь Володимирович             | Депутатська фракція політичної партії «Довіряй ділам»                                              | член фракції                      | | Постійна комісія з питань планування, бюджету і фінансів | член комісії                                                                                               | 6     | |
| Карпенчук Михайло Юрійович               | • Депутатська фракція політичної партії «Опозиційна платформа — За життя» • Позафракційні депутати |                                   | Депутатська група «Українська мрія», заступник голови групи                                                  | Постійна комісія з питань екології, запобігання надзвичайним ситуаціям та ліквідації їх наслідків, зв'язку та інформаційних технологій | член комісії                                                                                               | 8     | Вийшов з депутатської фракції політичної партії «Опозиційна платформа — За життя»                                |
| Квасніцька Ольга Олексіївна              | Депутатська фракція політичної партії «Слуга народу»                                               | член фракції                      | | Постійна комісія з питань регламенту, депутатської етики, реалізації державної регуляторної політики та запобігання корупції | голова комісії                                                                                             | 5     | |
| Кісловський Андрій В'ячеславович         | Депутатська фракція політичної партії «Довіряй ділам»                                              | член фракції                      | | Постійна комісія з питань планування забудови територій, міського дизайну, архітектури та охорони культурної спадщини | член комісії                                                                                               | 5     | |
| Коваль Ігор Миколайович                  | Позафракційні депутати                                                                             |                                   | | Не може бути членом комісії | | 5     | Вийшов з депутатської фракції політичної партії «Слуга народу» у зв'язку з обранням секретарем ради.             |
| Ковальчук Олександра Володимирівна       | Депутатська фракція політичної партії «Слуга народу»                                               | член фракції                      | | Постійна комісія з питань транспорту і дорожнього господарства (2 грудня 2020 року — 21 лютого 2023 року) | член комісії                                                                                               | 2     | Повноваження припинено.                                                                                          |
| Корнієнко Володимир Олександрович        | • Депутатська фракція політичної партії «Опозиційна платформа — За життя» • Позафракційні депутати |                                   | Депутатська група «За життя і мир»                                                                           | • Постійна комісія з питань землеустрою та земельних правовідносин (2 грудня 2020 року — 8 грудня 2021 року) • Не є членами комісій (з 8 грудня 2021 року) | • член комісії (2 грудня 2020 року — 8 грудня 2021 року • Не є членами комісій (з 8 грудня 2021 року)      | 3     | Вийшов з депутатської фракції політичної партії «Опозиційна платформа — За життя»                                |
| Коробкова Олена Анатоліївна              | Депутатська фракція політичної партії «Слуга народу»                                               | секретар фракції                  | Депутатська група «Жінки. Мир. Безпека»                                                                      | Постійна комісія з питань комунальної власності, економічної, інвестиційної політики та підприємництва (2 грудня 2020 року — 21 лютого 2024 року) | голова комісії                                                                                             | 2     | |
| Куценко Ірина Ігорівна                   | Депутатська фракція політичної партії «Довіряй ділам»                                              | член фракції                      | Депутатська група «Жінки. Мир. Безпека»                                                                      | Постійна комісія з питань охорони здоров'я | член комісії                                                                                               | 8     | |
| Кучук Михайло Ілліч                      | Депутатська фракція політичної партії «Опозиційна платформа — За життя»                            | член фракції                      | | | |       | Склав мандат у зв'язку з призначенням на посаду заступника міського голови.                                      |
| Леонідова Лілія Василівна                | • Депутатська фракція політичної партії «Опозиційна платформа — За життя» • Позафракційні депутати | колишній секретар фракції         | Депутатська група «Рівні можливості», голова групи; Депутатська група «Комунальні ресурси», співголова групи | Постійна комісія з питань соціальної політики та праці | голова комісії                                                                                             | 7     | Вийшла з депутатської фракції політичної партії «Опозиційна платформа — За життя»                                |
| Лозовенко Марина Костянтинівна           | Депутатська фракція політичної партії «Довіряй ділам»                                              | член фракції                      | Депутатська група «Жінки. Мир. Безпека»                                                                      | Постійна комісія з питань планування забудови територій, міського дизайну, архітектури та охорони культурної спадщини | член комісії                                                                                               | 8     | |
| Макогонюк Ольга Олександрівна            | Депутатська фракція політичної партії «Довіряй ділам»                                              | член фракції                      | Депутатська група «Жінки. Мир. Безпека»                                                                      | Постійна комісія з питань планування, бюджету і фінансів | член комісії                                                                                               | 3     | |
| Мандриченко Жанна Василівна              | Депутатська фракція політичної партії «Європейська солідарність»                                   | член фракції                      | Депутатська група «Жінки. Мир. Безпека»                                                                      | • Постійна комісія з питань землеустрою та земельних правовідносин (2 грудня 2020 року — 8 грудня 2021 року) • Постійна комісія з питань просторового розвитку, землеустрою та регулювання земельних правовідносин (з 8 грудня 2021 року) | • заступник голови комісії (2 грудня 2020 року — 8 грудня 2021 року) • член комісії (з 8 грудня 2021 року) | 5     | |
| Матвєєв Олександр Вікторович             | Депутатська фракція політичної партії «Довіряй ділам»                                              | член фракції                      | | Постійна комісія з питань комунальної власності, економічної, інвестиційної політики та підприємництва | секретар комісії                                                                                           | 7     | |
| Мороховський Вадим Вікторович            | Депутатська фракція політичної партії «Слуга народу»                                               | голова фракції                    | | Постійна комісія з питань планування, бюджету і фінансів | член комісії                                                                                               | 6     | |
| Нагаткін Олексій Олегович                | Позафракційні депутати                                                                             |                                   | | Постійна комісія з питань комунальної власності, економічної, інвестиційної політики та підприємництва | член комісії                                                                                               | 3     | Виключений зі складу депутатської фракції політичної партії «Партія Шарія».                                      |
| Наумчак Віктор Анатолійович              | Депутатська фракція політичної партії «Європейська солідарність»                                   | секретар фракції                  | | Постійна комісія з питань житлово-комунального господарства | член комісії                                                                                               | 5     | |
| Нікогосян Левон Рубенович                | Депутатська фракція політичної партії «Довіряй ділам»                                              | член фракції                      | | Постійна комісія з питань охорони здоров'я | член комісії                                                                                               | 3     | |
| Обухов Петро Геннадійович                | Депутатська фракція політичної партії «Європейська солідарність»                                   | член фракції                      | | Постійна комісія з питань транспорту і дорожнього господарства | голова комісії                                                                                             |       | |
| Осауленко Світлана Вікторівна            | Депутатська фракція політичної партії «Довіряй ділам»                                              | член фракції                      | Депутатська група «Жінки. Мир. Безпека», голова                                                              | Постійна комісія з питань планування забудови територій, міського дизайну, архітектури та охорони культурної спадщини | голова комісії                                                                                             | 5     | |
| Плаксій Тетяна Василівна                 | Депутатська фракція політичної партії «Довіряй ділам»                                              | член фракції                      | Депутатська група «Жінки. Мир. Безпека»                                                                      | Постійна комісія з питань соціальної політики та праці | член комісії                                                                                               | 7     | |
| Попова Світлана Леонідівна               | Депутатська фракція політичної партії «Європейська солідарність»                                   | член фракції                      | Депутатська група «Рівні можливості», Депутатська група «Жінки. Мир. Безпека»                                | Постійна комісія з питань регламенту, депутатської етики, реалізації державної регуляторної політики та запобігання корупції | член комісії                                                                                               | 5     | |
| Потапський Олексій Юрійович              | Депутатська фракція політичної партії «Європейська солідарність»                                   | голова фракції                    | | Постійна комісія з питань планування, бюджету і фінансів | голова комісії                                                                                             | 5     | |
| Проценко Ігор Олексійович                | Депутатська фракція політичної партії «Довіряй ділам»                                              | член фракції                      | | Постійна комісія з питань землеустрою та земельних правовідносин | член комісії                                                                                               |       | Склав мандат. |
| Рибак Дар'я Андріївна                    | Депутатська фракція політичної партії «Слуга народу»                                               | член фракції                      | Депутатська група «Жінки. Мир. Безпека»                                                                      | Постійна комісія з питань планування забудови територій, міського дизайну, архітектури та охорони культурної спадщини | член комісії                                                                                               | 7     | |
| Сауляк Олександр Олександрович           | Депутатська фракція політичної партії «Європейська солідарність»                                   | член фракції                      | | | | 1     | [ 57 ] |
| Саутьонков Віталій Миколайович           | • Депутатська фракція політичної партії «Опозиційна платформа — За життя» • Позафракційні депутати | колишній заступник голови фракції | Депутатська група «За життя і мир», голова групи                                                             | Постійна комісія з питань охорони здоров'я (2 грудня 2020 року — 21 лютого 2024 року) | голова комісії (2 грудня 2020 року — 21 лютого 2024 року)                                                  | 5     | Вийшов з депутатської фракції політичної партії «Опозиційна платформа — За життя»                                |
| Семчук Іван Михайлович                   | Депутатська фракція політичної партії «Партія Шарія»                                               | член фракції                      | | • Не є членами комісій (2 грудня 2020 року — 17 березня 2021 року) • Постійна комісія з питань екології, запобігання надзвичайним ситуаціям та ліквідації їх наслідків, зв'язку та інформаційних технологій (з 17 березня 2021 року) | • Не є членами комісій (2 грудня 2020 року — 17 березня 2021 року) • член комісії (з 17 березня 2021 року) | 7     | |
| Сеник Роман Віталійович                  | • Депутатська фракція політичної партії «Опозиційна платформа — За життя» • Позафракційні депутати |                                   | Депутатська група «За життя і мир»                                                                           | Постійна комісія з питань комунальної власності, економічної, інвестиційної політики та підприємництва | член комісії                                                                                               | 6     | Вийшов з депутатської фракції політичної партії «Опозиційна платформа — За життя»                                |
| Славський Олександр Володимирович        | Депутатська фракція політичної партії «Слуга народу»                                               | член фракції                      | | | |       | [ 58 ] [ 59 ] |
| Стась Едуард Павлович                    | Депутатська фракція політичної партії «Європейська солідарність»                                   | заступник голови фракції          | | Постійна комісія з питань планування забудови територій, міського дизайну, архітектури та охорони культурної спадщини | член комісії                                                                                               | 6     | |
| Страшний Сергій Анатолійович             | Депутатська фракція політичної партії «Довіряй ділам»                                              | член фракції                      | | • Постійна комісія з питань землеустрою та земельних правовідносин (2 грудня 2020 року — 8 грудня 2021 року) • Постійна комісія з питань просторового розвитку, землеустрою та регулювання земельних правовідносин (з 8 грудня 2021 року) | голова комісії                                                                                             | 7     | |
| Танцюра Дмитро Миколайович               | Депутатська фракція політичної партії «Довіряй ділам»                                              | член фракції                      | | • Постійна комісія з питань комунальної власності, економічної, інвестиційної політики та підприємництва (2 грудня 2020 року — 3 лютого 2021 року) • Постійна комісія з питань планування, бюджету і фінансів (з 3 лютого 2021 року) | член комісії                                                                                               | 1     | |
| Терещук Вадим Сергійович                 | Депутатська фракція політичної партії «Європейська солідарність»                                   | член фракції                      | | Постійна комісія з питань комунальної власності, економічної, інвестиційної політики та підприємництва (2 грудня 2020 року — 21 лютого 2024 року) | заступник голови комісії                                                                                   | 1     | |
| Терновський Андрій Юрійович              | Депутатська фракція політичної партії «Довіряй ділам»                                              | член фракції                      | | • Постійна комісія з питань землеустрою та земельних правовідносин (2 грудня 2020 року — 8 грудня 2021 року) • Постійна комісія з питань просторового розвитку, землеустрою та регулювання земельних правовідносин (з 8 грудня 2021 року) | член комісії                                                                                               | 3     | |
| Узунов Сергій Опанасович                 | • Депутатська фракція політичної партії «Опозиційна платформа — За життя» • Позафракційні депутати |                                   | Депутатська група «За життя і мир»                                                                           | • Не є членами комісій (2 грудня 2020 року — 21 лютого 2024 року) • Постійна комісія з питань екології, запобігання надзвичайним ситуаціям та ліквідації їх наслідків, зв'язку та інформаційних технологій (з 21 лютого 2024 року) | • Не є членами комісій (2 грудня 2020 року — 21 лютого 2024 року) • член комісії (з 21 лютого 2024 року)   | 1     | Вийшов з депутатської фракції політичної партії «Опозиційна платформа — За життя»                                |
| Філімонов Олег Миколайович               | Депутатська фракція політичної партії «Слуга народу»                                               | член фракції                      | | Постійна комісія з питань культури, туризму і міжнародних відносин | голова комісії                                                                                             |       | |
| Фрейман Ілля Андрійович                  | Депутатська фракція політичної партії «Партія Шарія»                                               | голова фракції                    | | • Не є членами комісій (2 грудня 2020 року — 17 березня 2021 року) • Постійна комісія з питань екології, запобігання надзвичайним ситуаціям та ліквідації їх наслідків, зв'язку та інформаційних технологій (з 17 березня 2021 року) | • Не є членами комісій (2 грудня 2020 року — 17 березня 2021 року) • член комісії (з 17 березня 2021 року) | 3     | Повноваження припинено.                                                                                          |
| Шабанова Ганна Сергіївна                 | Позафракційні депутати                                                                             |                                   | | Постійна комісія з питань освіти, спорту та взаємодії з громадськими організаціями | член комісії                                                                                               | 1     | Виключена зі складу депутатської фракції політичної партії «Партія Шарія».                                       |
| Шарашидзе Андрій Омелянович              | Депутатська фракція політичної партії «Слуга народу»                                               | член фракції                      | | | | 2     | [ 62 ] |
| Шеремет Олександр Геннадійович           | Депутатська фракція політичної партії «Довіряй ділам»                                              | член фракції                      | | Постійна комісія з питань житлово-комунального господарства | член комісії                                                                                               | 4     | |
| Шматько Сергій Сергійович                | • Депутатська фракція політичної партії «Опозиційна платформа — За життя» • Позафракційні депутати |                                   | Депутатська група «Комунальні ресурси», секретар групи; Депутатська група «Українська мрія»                  | • Не є членами комісій (2 грудня 2020 року — 3 лютого 2021 року) • Постійна комісія з питань соціальної політики та праці (з 3 лютого 2021 року) | • Не є членами комісій (2 грудня 2020 року — 3 лютого 2021 року) • член комісії (з 3 лютого 2021 року)     | 3     | Вийшов з депутатської фракції політичної партії «Опозиційна платформа — За життя»                                |
| Шумахер Юрій Борисович                   | Депутатська фракція політичної партії «Довіряй ділам»                                              | член фракції                      | | Постійна комісія з питань транспорту і дорожнього господарства | член комісії                                                                                               | 1     | |
| Яценко Діна Олександрівна                | • Депутатська фракція політичної партії «Опозиційна платформа — За життя» • Позафракційні депутати |                                   | Депутатська група «Жінки. Мир. Безпека»; Депутатська група «За життя і мир»                                  | Постійна комісія з питань освіти, спорту та взаємодії з громадськими організаціями (2 грудня 2020 року — 21 лютого 2024 року) | член комісії                                                                                               | 1     | • Вийшла з депутатської фракції політичної партії «Опозиційна платформа — За життя» • Повноваження припинено.    |

Постійну комісію з питань комунальної власності, економічної, інвестиційної політики та підприємництва переименовано на постійну комісію з питань комунальної власності, економічної, інвестиційної, державної регуляторної політики та підприємництва, а постійну комісію з питань регламенту, депутатської етики, реалізації державної регуляторної політики та запобігання корупції — на постійну комісію з питань регламенту, депутатської етики та запобігання корупції (із відповідними змінами функціональної спрямованості).

#### Сесії
| Дата       | Номер   | Вид                   |
| ---------- | ------- | --------------------- |
| 24.11.2020 | I       | чергова               |
| 02.12.2020 | II      | позачергова           |
| 24.12.2020 | III     | чергова               |
| 03.02.2021 | IV      | чергова               |
| 17.03.2021 | V       | чергова               |
| 28.04.2021 | VI      | чергова               |
| 09.06.2021 | VII     | чергова               |
| 28.07.2021 | VIII    | чергова               |
| 15.09.2021 | IX      | чергова               |
| 03.11.2021 | X       | чергова               |
| 08.12.2021 | XI      | чергова               |
| 09.02.2022 | XII     | чергова               |
| 15.02.2022 | XIII    | позачергова           |
| 16.03.2022 | XIV     | чергова, не відбулася |
| 29.06.2022 | XIV     | чергова               |
| 28.09.2022 | XV      | чергова               |
| 30.11.2022 | XVI     | чергова               |
| 08.02.2023 | XVII    | чергова               |
| 03.05.2023 | XVIII   | чергова               |
| 22.06.2023 | XIX     | позачергова           |
| 19.07.2023 | XX      | чергова               |
| 04.08.2023 | XXI     | позачергова           |
| 25.08.2023 | XXII    | позачергова           |
| 27.09.2023 | XXIII   | чергова               |
| 15.11.2023 | XXIV    | позачергова           |
| 29.11.2023 | XXV     | чергова               |
| 07.12.2023 | XXVI    | позачергова           |
| 17.01.2024 | XXVII   | позачергова           |
| 21.02.2024 | XXVIII  | чергова               |
| 24.04.2024 | XXIX    | чергова               |
| 22.05.2024 | XXX     | позачергова           |
| 26.06.2024 | XXXI    | чергова               |
| 12.07.2024 | XXXII   | позачергова           |
| 18.09.2024 | XXXIII  | чергова               |
| 25.10.2024 | XXXIV   | позачергова           |
| 22.11.2024 | XXXV    | позачергова           |
| 04.12.2024 | XXXVI   | чергова               |
| 20.12.2024 | XXXVII  | позачергова           |
| 05.02.2025 | XXXVIII | чергова               |
| 16.04.2025 | XXXIX   | чергова               |
| 13.05.2025 | XL      | позачергова           |
| 02.07.2025 | XLI     | чергова               |
| 01.08.2025 | XLII    | позачергова           |